# Rhinocricus quintiporus
Rhinocricus quintiporus är en mångfotingart som beskrevs av Carl Graf Attems 1897. Rhinocricus quintiporus ingår i släktet Rhinocricus och familjen Rhinocricidae. Inga underarter finns listade i Catalogue of Life.